# NGC 6812
NGC 6812 est une galaxie lenticulaire située dans la constellation du Télescope. Sa vitesse par rapport au fond diffus cosmologique est de 4 539 ± 10 km/s, ce qui correspond à une distance de Hubble de 67,0 ± 4,7 Mpc (∼219 millions d'al). NGC 6812 a été découverte par l'astronome britannique John Herschel en 1834.

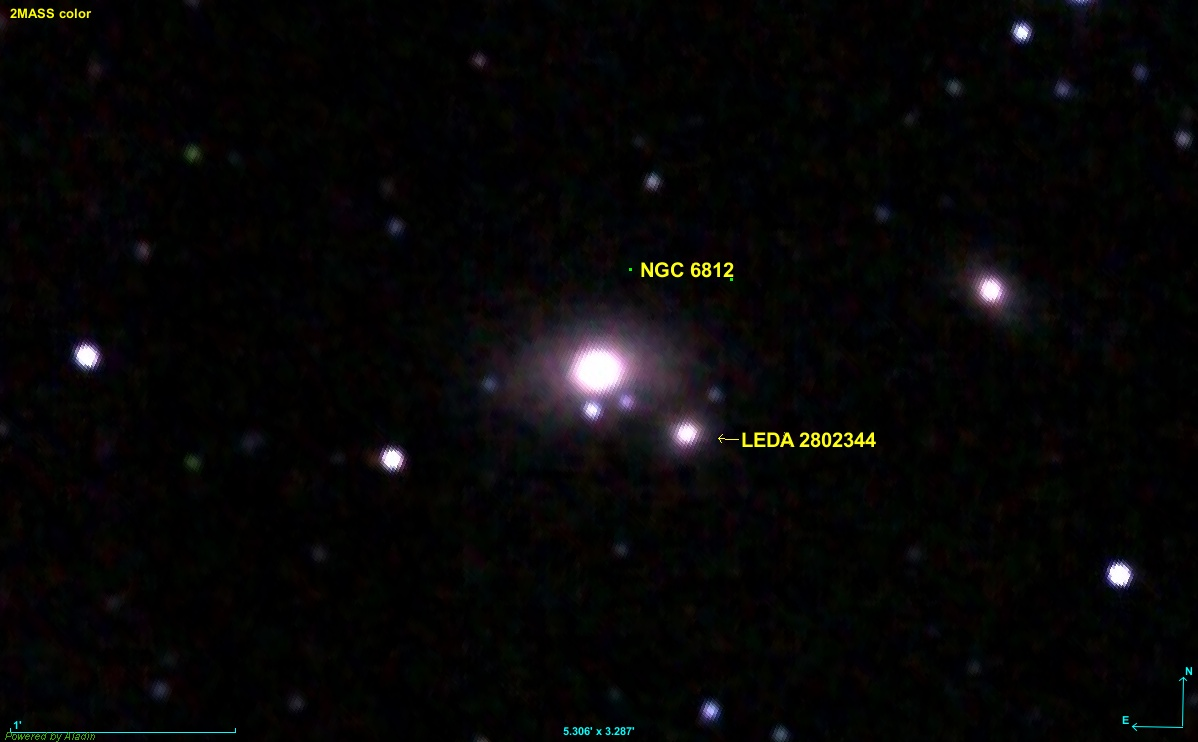
NGC 6812 en infrarouge par le relevé 2MASS.

NGC 6812 est une radiogalaxie à spectre continu (« Flat-Spectrum Radio Source »). Selon la base de données Simbad, NGC 6812 est une galaxie à noyau actif.
À ce jour, une mesure non basée sur le décalage vers le rouge (redshift) donne une distance d'environ 63,700 Mpc (∼208 millions d'al). Cette valeur est à l'extérieur des valeurs de la distance de Hubble. Notons que c'est avec la valeur moyenne des mesures indépendantes, lorsqu'elles existent, que la base de données NASA/IPAC calcule le diamètre d'une galaxie et qu'en conséquence le diamètre de NGC 6812 pourrait être d'environ 41,3 kpc (∼135 000 al) si on utilisait la distance de Hubble pour le calculer.